# Аштянк
Аштянк (Аштенк, Аштеанк, арм. Հաշտյանք) — гавар провинции Цопк Великой Армении. На сегодняшний день территория исторического гавара Аштянк находится в границах Турции.

## География
Аштянк находится на юго-востоке провинции Цопк. На западе Аштянк граничит с гаварами Балаовит и Пагнатун провинции Цопк, на севере — с гаваром Хордзян провинции Цопк, на северо-востоке — с гаваром Аршамуник провинции Туруберан, на востоке — с гаваром Тарон провинции Туруберан, на юго-востоке — с гаваром Сасун провинции Ахдзник, на юге — с гаваром Нпркерт провинции Ахдзник, на юго-западе — с гаваром Ангехтун провинции Ахдзник. 
На севере Аштянка находится гора Кохер (арм. Կոհեր լեռ), на западе — Палу (арм. Պալու լեռ), на юго-востоке — Сурб Луйс (арм. Սուրբ Լույս լեռ). 
На юге Аштянка находятся известные Кхесуркские перевалы (арм. Կղեսուրքի լեռնանցքներ).
По территории Аштянка протекает река Арацани, её приток Гинек, а также река Зибене на юге.
Крупнейшими поселениями является Волор, Гандзадзор, Мушегамарг, Чапагджур.
В центре расположена крепость Китардж (арм. Կիթառիճ).
На юге Аштянка находятся наскальные рисунки Нирибу.